# Família Bower
A família Bower é uma pequena família de asteroides localizados no cinturão principal. A família foi nomeada devido ao primeiro asteroide que foi classificado neste grupo, o 1639 Bower.

## Os maiores membros desta família
| Nome       | Diâmetro | Semieixo maior | Inclinação orbital | Excentricidade orbital | Ano da descoberta |
| ---------- | -------- | -------------- | ------------------ | ---------------------- | ----------------- |
| 1639 Bower | 36,41 km | 2,573 UA       | 8,437 °            | 0,150                  | 1951              |
| 3815 Konig | 23,21 km | 2,569 UA       | 8,640 °            | 0,105                  | 1959              |